# 曹佺
曹佺（1440年—？），字存之，湖廣郴州永興縣人，民籍，明朝政治人物。

## 生平
湖廣鄉試第十名舉人。成化十七年（1481年）中式辛丑科會試第二百三十九名，三甲第一百九十四名進士。歷任南京大理寺評事、司正。后升任雲南按察使司僉事。

## 家族
曾祖曹永益；祖父曹受聰，典史；父曹璉，大理寺左少卿。前母李氏；母華氏。慈侍下。